# Cardiospermum pterocarpum
Cardiospermum pterocarpum là một loài thực vật có hoa trong họ Bồ hòn. Loài này được Radlk. mô tả khoa học đầu tiên năm 1903.